# Wereldbeker veldrijden 2005-2006
Hier volgt een overzicht van de resultaten in de wereldbekerwedstrijden veldrijden van het seizoen 2005-2006. De Belgen heersten net als voorafgaande jaren alle wedstrijden met 10 (van de 10) overwinningen, de buitenlanders behaalden dit jaar meer ereplaatsen, maar de overwinningen waren weggelegd voor de Belgen. Sven Nys was net als vorig jaar de grootste slokop met 8 overwinningen.
De wereldbeker bestond uit de volgende categorieën:
- Mannen elite: 23 jaar en ouder (geen klassement)
- Vrouwen elite: 17 jaar en ouder (geen klassement)
- Mannen beloften: 19 t/m 22 jaar
- Jongens junioren: 17 t/m 18 jaar

## Mannen elite

### Kalender en podia
| Datum      | Locatie       | Eerste          | Tweede              | Derde               |
| ---------- | ------------- | --------------- | ------------------- | ------------------- |
| 23/10/2005 | Kalmthout     | Sven Nys        | Bart Wellens        | Petr Dlask          |
| 29/10/2005 | Tábor         | Sven Nys        | Petr Dlask          | Kamil Ausbuher      |
| 13/11/2005 | Pijnacker     | Sven Nys        | Richard Groenendaal | Gerben de Knegt     |
| 04/12/2005 | Wetzikon      | Sven Nys        | Richard Groenendaal | Bart Wellens        |
| 08/12/2005 | Milaan        | Sven Nys        | Erwin Vervecken     | Enrico Franzoi      |
| 11/12/2005 | Igorre        | Bart Wellens    | Petr Dlask          | Enrico Franzoi      |
| 26/12/2005 | Hofstade      | Sven Nys        | Erwin Vervecken     | Gerben de Knegt     |
| 31/12/2005 | Hooglede-Gits | Sven Nys        | Erwin Vervecken     | Richard Groenendaal |
| 15/01/2006 | Liévin        | Sven Nys        | Francis Mourey      | John Gadret         |
| 22/01/2006 | Hoogerheide   | Erwin Vervecken | John Gadret         | Enrico Franzoi      |

### Eindklassement
Er was geen officieel eindklassement. 
Er konden punten verdiend worden voor de UCI-ranking. 

### Uitslagen
| #  | Naam                | Tijd     |
| -- | ------------------- | -------- |
| 1  | Sven Nys            | onbekend |
| 2  | Bart Wellens        |          |
| 3  | Petr Dlask          |          |
| 4  | Erwin Vervecken     |          |
| 5  | Tom Vannoppen       |          |
| 6  | Richard Groenendaal |          |
| 7  | Sven Vanthourenhout |          |
| 8  | Gerben de Knegt     |          |
| 9  | Enrico Franzoi      |          |
| 10 | Wim Jacobs          |          |

| #  | Naam                | Tijd     |
| -- | ------------------- | -------- |
| 1  | Sven Nys            | onbekend |
| 2  | Petr Dlask          |          |
| 3  | Kamil Ausbuher      |          |
| 4  | Bart Wellens        |          |
| 5  | Gerben de Knegt     |          |
| 6  | Martin Zlamalik     |          |
| 7  | Erwin Vervecken     |          |
| 8  | Sven Vanthourenhout |          |
| 9  | Zdeněk Štybar       |          |
| 10 | Zdeněk Mlynář       |          |

| #  | Naam                | Tijd    |
| -- | ------------------- | ------- |
| 1  | Sven Nys            | 1:02.33 |
| 2  | Richard Groenendaal | + 0.04  |
| 3  | Gerben de Knegt     | + 0.16  |
| 4  | Sven Vanthourenhout | + 1.05  |
| 5  | Erwin Vervecken     | zt      |
| 6  | Tom Vannoppen       | zt      |
| 7  | John Gadret         | zt      |
| 8  | Bart Aernouts       | zt      |
| 9  | Petr Dlask          | zt      |
| 10 | Enrico Franzoi      | zt      |

| #  | Naam                | Tijd    |
| -- | ------------------- | ------- |
| 1  | Sven Nys            | 1:00.36 |
| 2  | Richard Groenendaal | + 0.08  |
| 3  | Bart Wellens        | + 0.23  |
| 4  | Gerben de Knegt     | + 0.35  |
| 5  | Enrico Franzoi      | + 0.45  |
| 6  | Sven Vanthourenhout | + 1.33  |
| 7  | Erwin Vervecken     | + 1.38  |
| 8  | Tom Vannoppen       | + 1.45  |
| 9  | John Gadret         | + 1.47  |
| 10 | Wilant van Gils     | + 2.06  |

| #  | Naam                | Tijd   |
| -- | ------------------- | ------ |
| 1  | Sven Nys            | 57.35  |
| 2  | Erwin Vervecken     | + 0.12 |
| 3  | Enrico Franzoi      | + 0.14 |
| 4  | Bart Wellens        | + 0.22 |
| 5  | Wilant van Gils     | zt     |
| 6  | Sven Vanthourenhout | + 0.31 |
| 7  | Richard Groenendaal | zt     |
| 8  | Gerben de Knegt     | + 0.43 |
| 9  | John Gadret         | zt     |
| 10 | Petr Dlask          | zt     |

| #  | Naam                | Tijd   |
| -- | ------------------- | ------ |
| 1  | Bart Wellens        | 58.01  |
| 2  | Petr Dlask          | + 0.59 |
| 3  | Enrico Franzoi      | + 1.17 |
| 4  | John Gadret         | + 1.32 |
| 5  | Sven Vanthourenhout | + 1.41 |
| 6  | Erwin Vervecken     | + 1.47 |
| 7  | Klaas Vantornout    | + 1.50 |
| 8  | Sven Nys            | + 1.54 |
| 9  | Richard Groenendaal | + 1.55 |
| 10 | Bart Aernouts       | + 2.18 |

| #  | Naam                | Tijd    |
| -- | ------------------- | ------- |
| 1  | Sven Nys            | 1:03.42 |
| 2  | Erwin Vervecken     | + 0.14  |
| 3  | Gerben de Knegt     | + 0.26  |
| 4  | Petr Dlask          | + 0.32  |
| 5  | Bart Aernouts       | + 0.39  |
| 6  | Wilant van Gils     | + 0.44  |
| 7  | Richard Groenendaal | + 0.50  |
| 8  | John Gadret         | + 0.55  |
| 9  | Martin Bina         | + 1.02  |
| 10 | Bart Wellens        | + 1.12  |

| #  | Naam                | Tijd    |
| -- | ------------------- | ------- |
| 1  | Sven Nys            | 1:01.25 |
| 2  | Erwin Vervecken     | + 0.30  |
| 3  | Richard Groenendaal | + 1.18  |
| 4  | Gerben de Knegt     | + 1.49  |
| 5  | John Gadret         | + 2.16  |
| 6  | Petr Dlask          | + 2.34  |
| 7  | Enrico Franzoi      | + 2.47  |
| 8  | Wilant van Gils     | + 3.02  |
| 9  | Arnaud Labbe        | + 3.14  |
| 10 | Zdeněk Štybar       | + 3.40  |

| #  | Naam            | Tijd   |
| -- | --------------- | ------ |
| 1  | Sven Nys        | 57.23  |
| 2  | Francis Mourey  | + 0.07 |
| 3  | John Gadret     | + 0.29 |
| 4  | Erwin Vervecken | + 0.38 |
| 5  | Zdeněk Štybar   | + 0.42 |
| 6  | Gerben de Knegt | + 0.43 |
| 7  | Petr Dlask      | + 0.51 |
| 8  | Enrico Franzoi  | + 0.53 |
| 9  | Bart Wellens    | + 0.57 |
| 10 | Wilant van Gils | + 1.06 |

| Wereldbeker #10 Hoogerheide \| # \| Naam \| Tijd \| \| -- \| --------------- \| ------- \| \| 1 \| Erwin Vervecken \| 1:01.40 \| \| 2 \| John Gadret \| + 0.03 \| \| 3 \| Enrico Franzoi \| + 0.05 \| \| 4 \| Bart Wellens \| + 0.08 \| \| 5 \| Radomir Simunek \| + 0.12 \| \| 6 \| Kamil Ausbuher \| + 0.15 \| \| 7 \| Petr Dlask \| + 0.30 \| \| 8 \| Sven Nys \| + 0.39 \| \| 9 \| Christian Heule \| + 0.41 \| \| 10 \| Gerben de Knegt \| + 0.44 \| |                 |         |
| # | Naam            | Tijd    |
| 1 | Erwin Vervecken | 1:01.40 |
| 2 | John Gadret     | + 0.03  |
| 3 | Enrico Franzoi  | + 0.05  |
| 4 | Bart Wellens    | + 0.08  |
| 5 | Radomir Simunek | + 0.12  |
| 6 | Kamil Ausbuher  | + 0.15  |
| 7 | Petr Dlask      | + 0.30  |
| 8 | Sven Nys        | + 0.39  |
| 9 | Christian Heule | + 0.41  |
| 10 | Gerben de Knegt | + 0.44  |

## Vrouwen elite

### Kalender en podia
| Datum      | Locatie       | Eerste               | Tweede            | Derde                      |
| ---------- | ------------- | -------------------- | ----------------- | -------------------------- |
| 23/10/2005 | Kalmthout     | Daphny van den Brand | Marianne Vos      | Hanka Kupfernagel          |
| 13/11/2005 | Pijnacker     | Daphny van den Brand | Marianne Vos      | Maryline Salvetat          |
| 08/12/2005 | Milaan        | Daphny van den Brand | Marianne Vos      | Hanka Kupfernagel          |
| 26/12/2005 | Hofstade      | Daphny van den Brand | Hanka Kupfernagel | Maryline Salvetat          |
| 31/12/2005 | Hooglede-Gits | Daphny van den Brand | Hanka Kupfernagel | Lyne Bessette              |
| 15/01/2006 | Liévin        | Daphny van den Brand | Marianne Vos      | Lyne Bessette              |
| 22/01/2006 | Hoogerheide   | Daphny van den Brand | Hanka Kupfernagel | Mirjam Melchers-Van Poppel |

### Eindklassement
Er was geen officieel eindklassement. 
Kampioenschappen:  Wereldkampioenschappen · 
 Europese kampioenschappen · 
 Belgische kampioenschappen · 
 Nederlandse kampioenschappen
Klassementen:  Wereldbeker · 
 Superprestige · 
 GvA Trofee · 
 Budvar Cup · 
 Challenge national
1993-1994 · 1994-1995 · 1995-1996 · 1996-1997 · 1997-1998 · 1998-1999 · 1999-2000 · 2000-2001 · 2001-2002 · 2002-2003 · 2003-2004 · 2004-2005 · 2005-2006 · 2006-2007 · 2007-2008 · 2008-2009 · 2009-2010 · 2010-2011 · 2011-2012 · 2012-2013 · 2013-2014 · 2014-2015 · 2015-2016 · 2016-2017 · 2017-2018 · 2018-2019 · 2019-2020 · 2020-2021 · 2021-2022 · 2022-2023 · 2023-2024 · 2024-2025